# Championnat d'Europe masculin de rink hockey des moins de 20 ans 1997
Navigation
Championnat d'Europe masculin -20 ans 1996 Championnat d'Europe masculin -20 ans 1998
Le Championnat d'Europe de rink hockey masculin des moins de 20 ans 1997 est la 36e édition de la compétition organisée par le Comité européen de rink hockey et réunissant les meilleures nations européennes des moins de 20 ans. Cette édition a lieu à Vic, en Espagne.
L'équipe d'Espagne des moins de 20 ans remporte sa 17e couronne européenne de rink hockey et son 3e titre consécutif.

## Participants
Huit équipes prennent part à cette compétition.
- Espagne
- Italie
- Portugal
- France
- Suisse
- Angleterre
- Allemagne
- Pays-Bas

## Résultats
Chaque équipe se rencontre une fois.
| Rang | Équipe     | Pts | J | G | N | P | Bp | Bc | Diff |  | Résultats  |  |     |     |      |     |      |      |      |
| ---- | ---------- | --- | - | - | - | - | -- | -- | ---- |  | ---------- |  | --- | --- | ---- | --- | ---- | ---- | ---- |
| 1    | Espagne    | 13  | 7 | 6 | 1 | 0 | 80 | 7  | +73  |  | Espagne    |  | 0-0 | 4-2 | 5-1  | 7-1 | 38-2 | 8-1  | 18-0 |
| 2    | Italie     | 13  | 7 | 6 | 1 | 0 | 60 | 10 | +50  |  | Italie     |  |     | 4-2 | 2-0  | 8-3 | 15-1 | 16-3 | 15-1 |
| 3    | Portugal   | 10  | 7 | 5 | 0 | 2 | 67 | 11 | +56  |  | Portugal   |  |     |     | 12-0 | 2-1 | 11-0 | 11-1 | 27-1 |
| 4    | France     | 8   | 7 | 4 | 0 | 3 | 29 | 22 | +7   |  | France     |  |     |     |      | 3-0 | 6-1  | 5-1  | 14-1 |
| 5    | Suisse     | 5   | 7 | 2 | 1 | 4 | 22 | 25 | -3   |  | Suisse     |  |     |     |      |     | 4-4  | 5-0  | 8-1  |
| 6    | Angleterre | 4   | 7 | 1 | 2 | 4 | 16 | 79 | -63  |  | Angleterre |  |     |     |      |     |      | 3-3  | 5-2  |
| 7    | Allemagne  | 3   | 7 | 1 | 1 | 5 | 16 | 49 | -33  |  | Allemagne  |  |     |     |      |     |      |      | 1-7  |
| 8    | Pays-Bas   | 0   | 7 | 0 | 0 | 7 | 7  | 94 | -87  |  | Pays-Bas   |  |     |     |      |     |      |      |      |